# Waldemar Krah
Waldemar Krah (* 11. November 1874; † 16. November 1930) war ein deutscher Marineoffizier, zuletzt Kapitän zur See der Kaiserlichen Marine und von 1919 bis zu seinem Tod Vorsitzender der Marine-Offizier-Vereinigung.

## Leben
Waldemar Krah trat am 4. April 1893 als Kadett in die Kaiserliche Marine ein. Am 8. Mai 1894 zum Seekadett ernannt, war er im darauffolgenden Jahr auf der Moltke. Als Seekadett wurde er bereits Mitte September 1895 mit dem silbernen Kreuz des Großherzoglich Hessischen Verdienstordens Philipps des Großmütigen ausgezeichnet. Er kam an die Marineschule und wurde am 14. September 1896 Unterleutnant zur See. 1899 war er auf der Hela. Als Oberleutnant zur See wurde er Ende Januar 1902 wurde er von der Stein als Zweiter Adjutant zum Admiralstab der Marine in Berlin versetzt. Am 15. Februar 1904 wurde ihm, zeitgleich mit der Kommandierung vom Adjutanten des Admiralstab der Marine in Berlin auf die Wettin, der Kronen-Orden 4. Klasse verliehen. Am 26. April 1904 wurde er auf der Wettin Kapitänleutnant. Bis zu diesem Zeitpunkt hatte er noch den Roten Adlerorden 4. Klasse und den Großherzoglich Türkischen Medjidie-Orden 4. Klasse erhalten. 1907/1908 war er erneut im Admiralstab der Marine in Berlin. 1909 kam er auf die Hannover, um im darauffolgenden Jahr als Erster Offizier auf die Freya zu dienen. Am 19. November 1910 wurde er Korvettenkapitän. Als Admiralstabsoffizier der Marinestation der Nordsee war er ab 1911 eingesetzt. Später wurde er dort I. Admiralstabsoffizier und blieb dies bis August 1916. In dieser Position wurde er am 24. April 1916 Fregattenkapitän. Für drei Monate kam er als Erster Offizier auf die neu in Dienst gestellte Baden. Bis April 1918 war er im Stab des Oberkommandos der Küstenverteidigung in Hamburg. Anschließend war er bis September 1918 in Vertretung Chef des Stabes der Marinestation der Nordsee.
Mit der erneuten Indienststellung Mitte Oktober 1918 übernahm er bis Ende des gleichen Jahres die Elsass. Während des Kieler Matrosenaufstands kam der Stadtkommandant Kiels, Kapitän zur See Wilhelm Heine, ums Leben. Im Verlauf des 6. November 1918 ernennt Admiral Wilhelm Souchon Krah zum neuen Stadtkommandanten. Am 29. Juli 1919 wurde er mit dem Charakter als Kapitän zur See aus der Marine verabschiedet.
Bis Mitte Februar 1918 war er zusätzlich noch mit dem Eisernen Kreuz I. Klasse, dem Großherzoglich Oldenburgischen Friedrich-August-Kreuz 1. Klasse und dem Ritterkreuz 1. Klasse mit Krone und Schwertern des Königlich Sächsischen Albrechts-Orden ausgezeichnet worden.
Ab September 1919 war er Vorsitzender der Marine-Offizier-Vereinigung. Er galt als der Monarchie verbunden und sympathisierte mit den politisch Rechten. In der Position als Vorsitzender veröffentlichte er 1930 die Ehrenrangliste der Kaiserlich Deutschen Marine, 1914–18. Mitte November 1930 starb er.